# Boilover

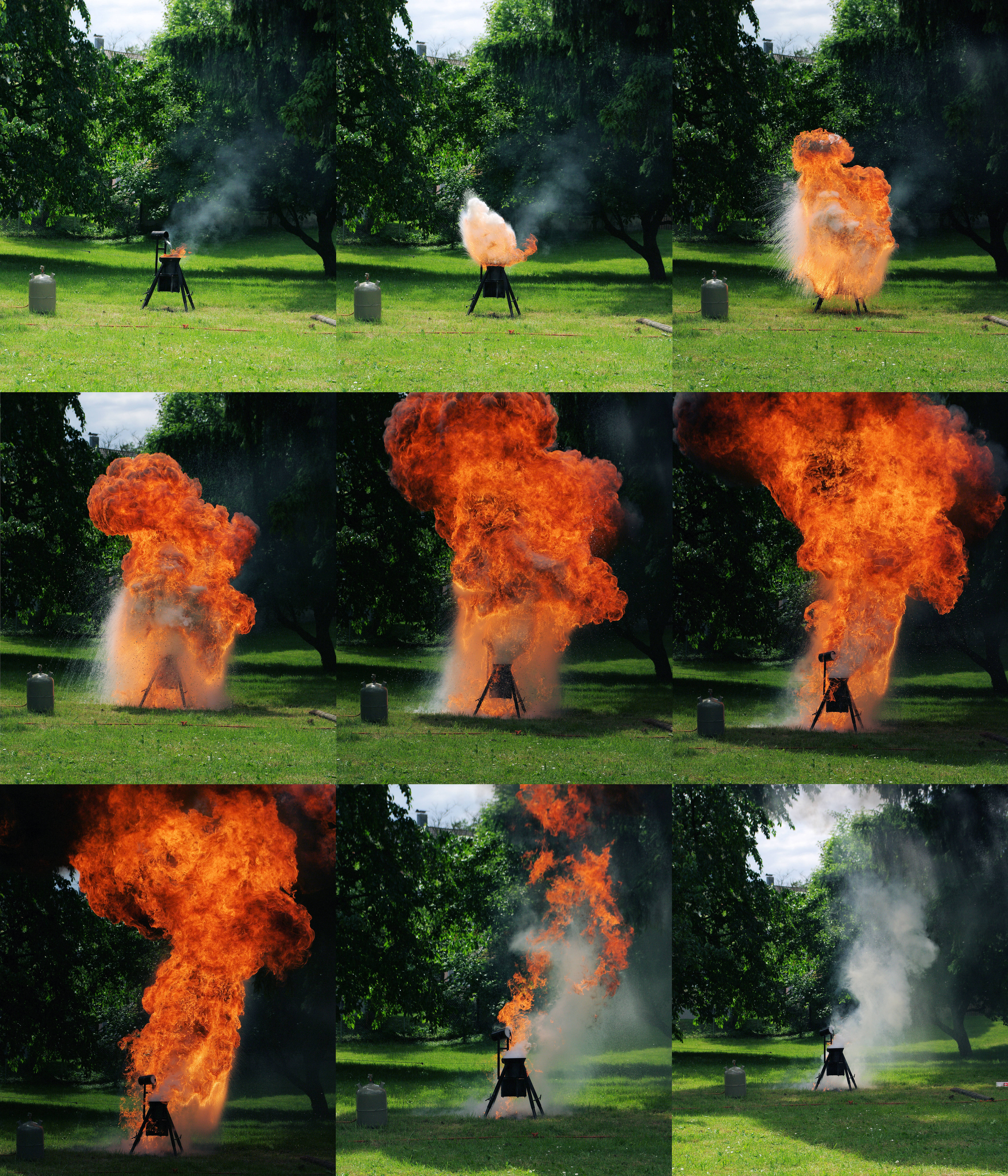
I vigili del fuoco simulano un boilover per dimostrare i rischi. Lunghezza della sequenza 2,4 secondi. era 1 kg di olio e 1 litro di acqua di cottura.

Il termine boilover si riferisce ad una situazione molto pericolosa che consiste nel tentativo di estinguere un principio di incendio, di olio o combustibile petrolchimico contenuto in contenitore aperto, gettandovi sopra dell'acqua. La pericolosità è dovuta alla differenza di densità tra olio e acqua. Il fenomeno del boilover è abbastanza comune anche in ambiente domestico, per esempio durante la frittura in padella.
L'acqua bolle a circa 100 °C al livello del mare, mentre l'olio lo fa a temperature molto maggiori (anche di 3 volte tanto). All'atto di versare l'acqua sul fuoco causato dalla combustione dell'olio, l'elemento acqua, avendo una densità ed un peso specifico maggiori, si deposita sul fondo del contenitore vanificando l'azione di estinzione del fuoco ed evaporando istantaneamente, moltiplicando così il suo volume iniziale di 1700 volte. Questo comportamento dell'acqua fa sì che l'olio venga spinto con notevole violenza verso l'alto, traboccando in una vasta area intorno al contenitore.

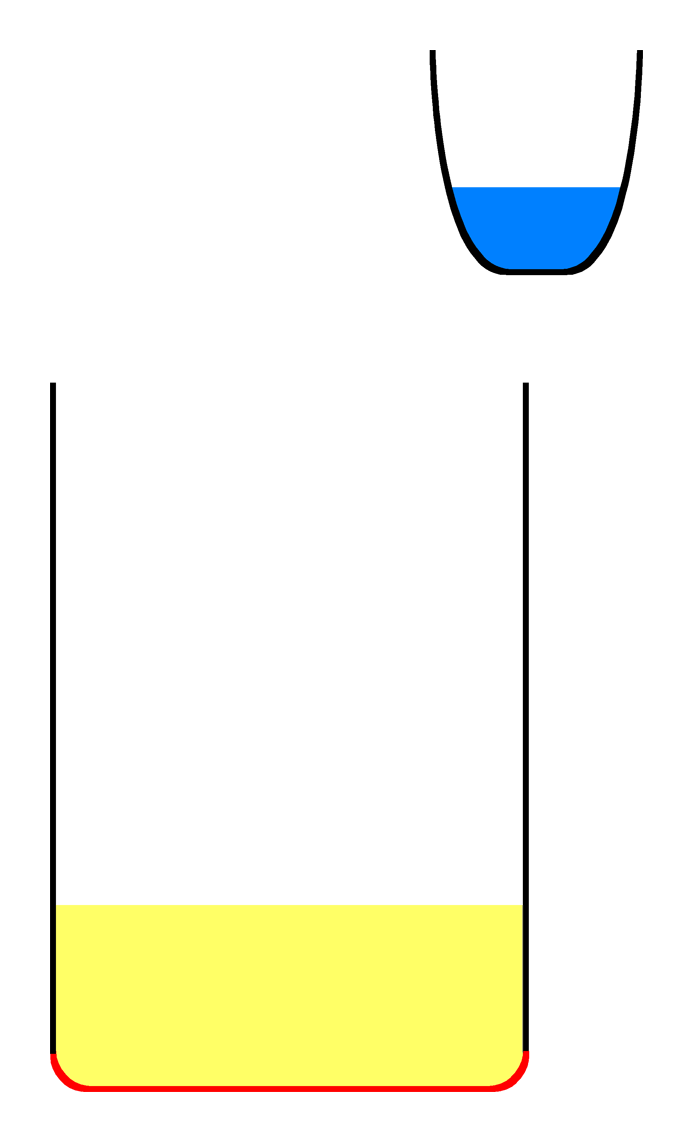
L'olio si scalda a tal punto da prendere fuoco spontaneamente.
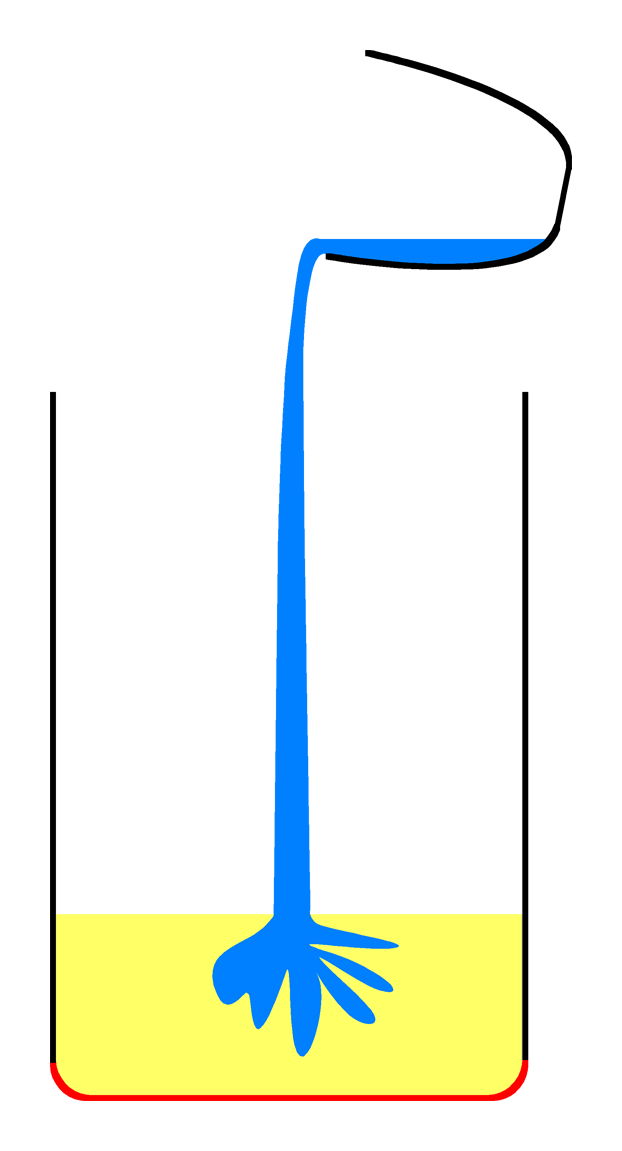
Viene versata l'acqua nel contenitore.
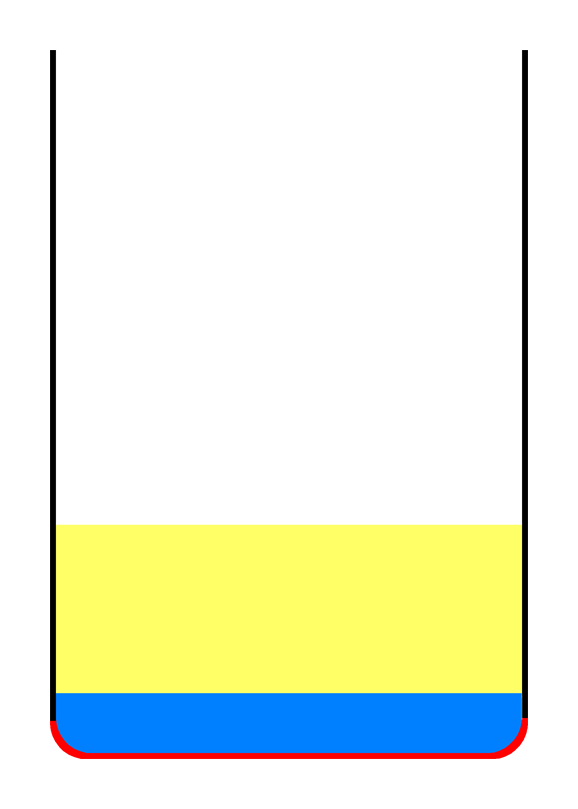
L'acqua è più densa dell'olio, per cui si deposita rapidamente sul fondo. Quando l'acqua tocca il fondo, quest'ultimo è a temperatura maggiore del punto di ebollizione dell'acqua, facendola evaporare istantaneamente.
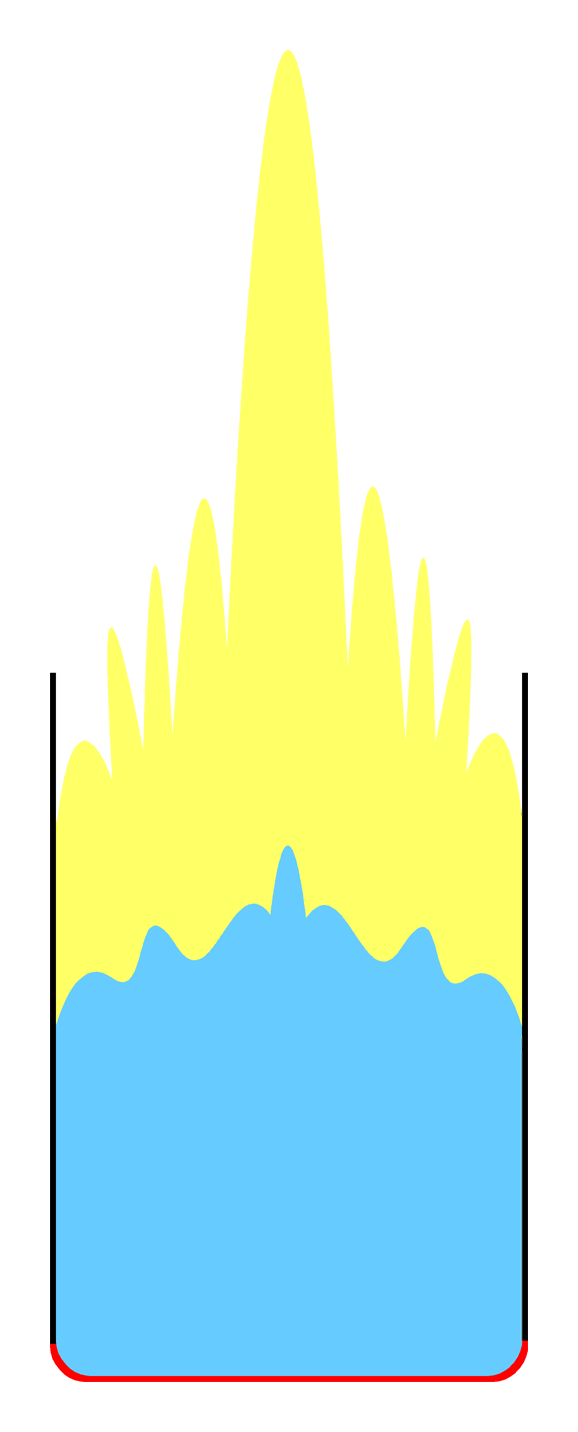
Il vapore sprigionato dall'evaporazione dell'acqua si espande istantaneamente ed espelle verso l'alto l'olio del contenitore. All'esterno del contenitore l'olio aumenta enormemente la sua superficie di contatto con l'aria atmosferica, accelerando così la combustione, ed il tutto porta alla formazione di una palla di fuoco.

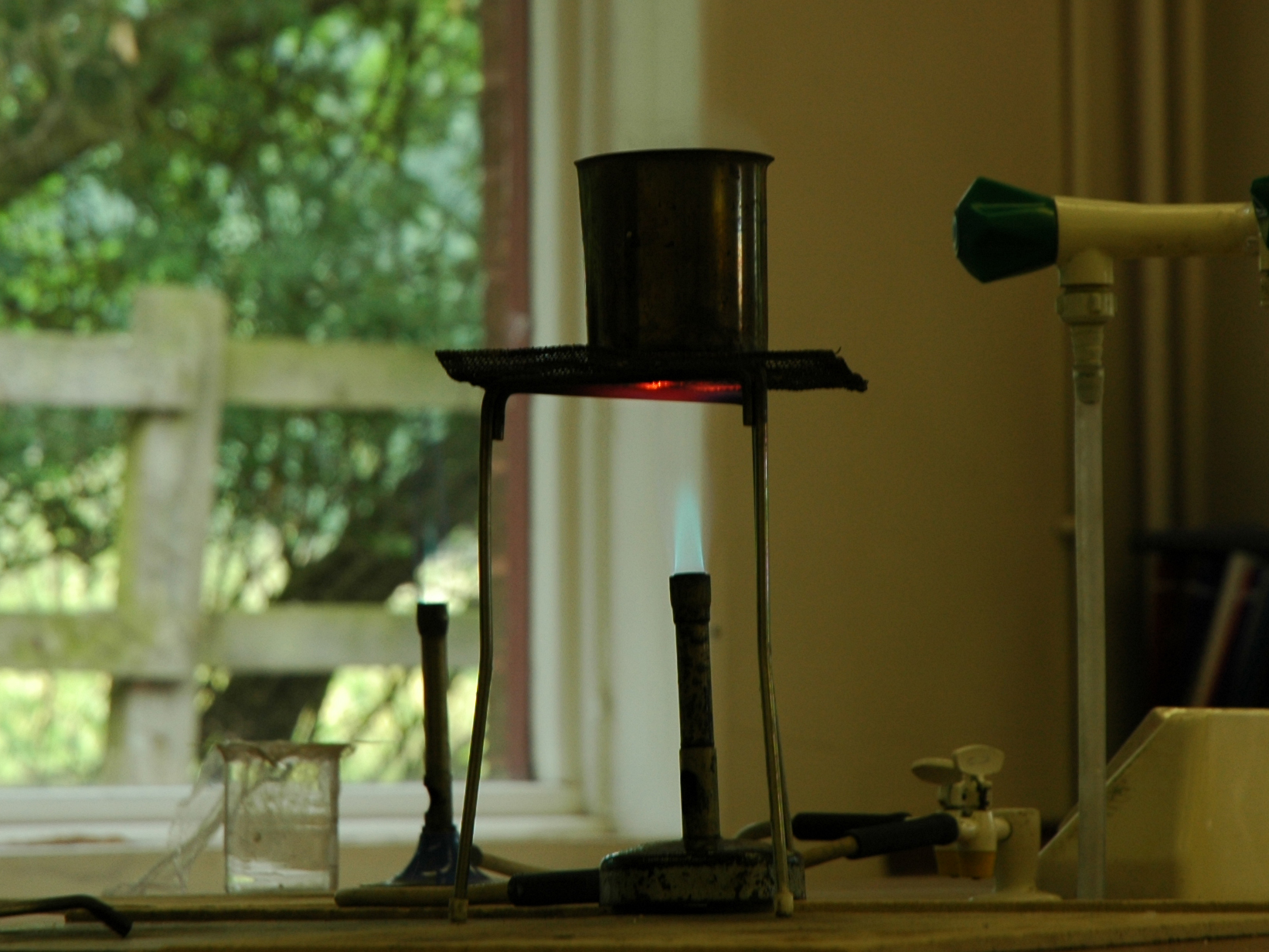
L'olio viene riscaldato.
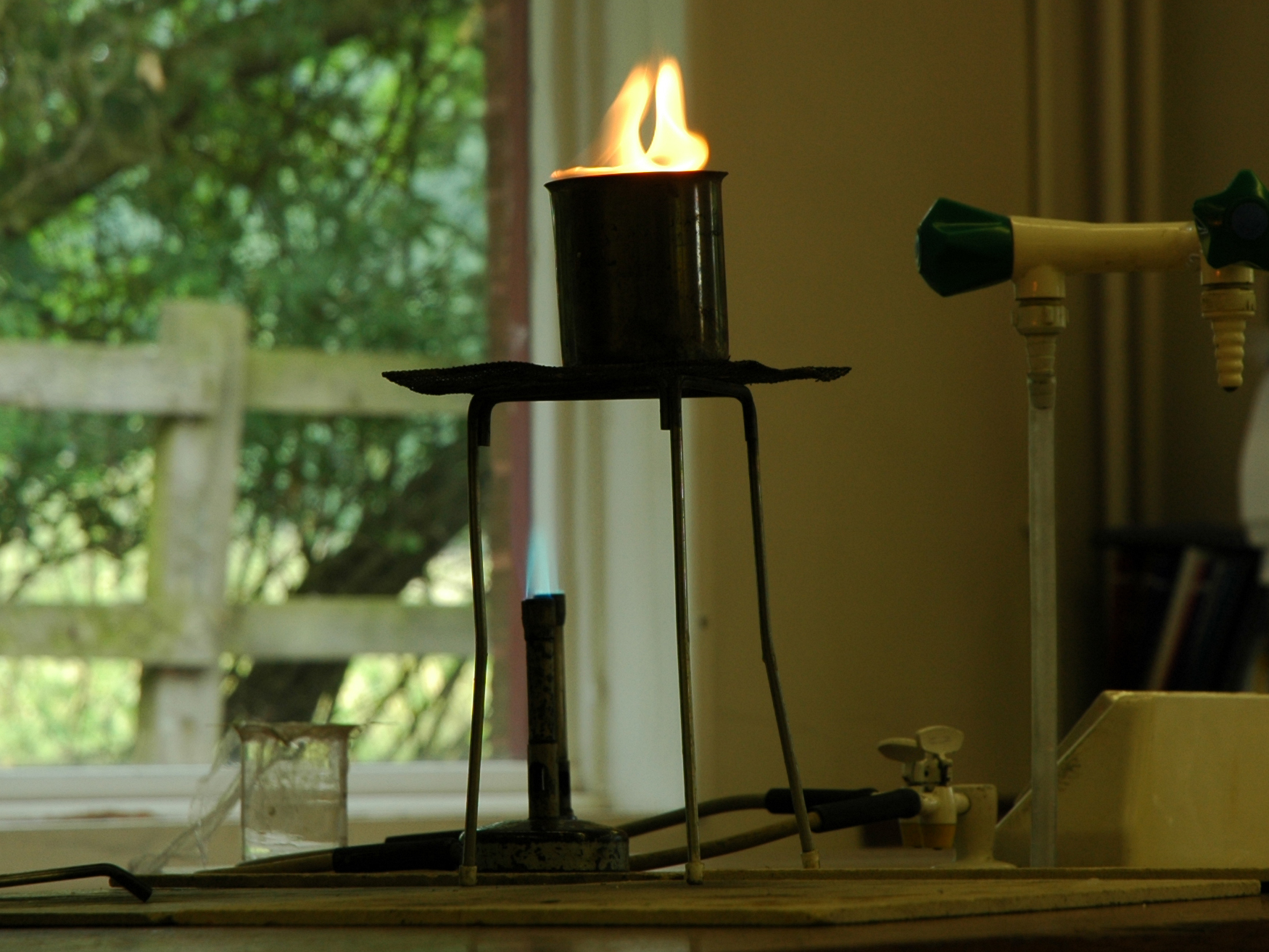
Tale sostanza, dopo qualche minuto, diventa abbastanza calda da prendere fuoco.
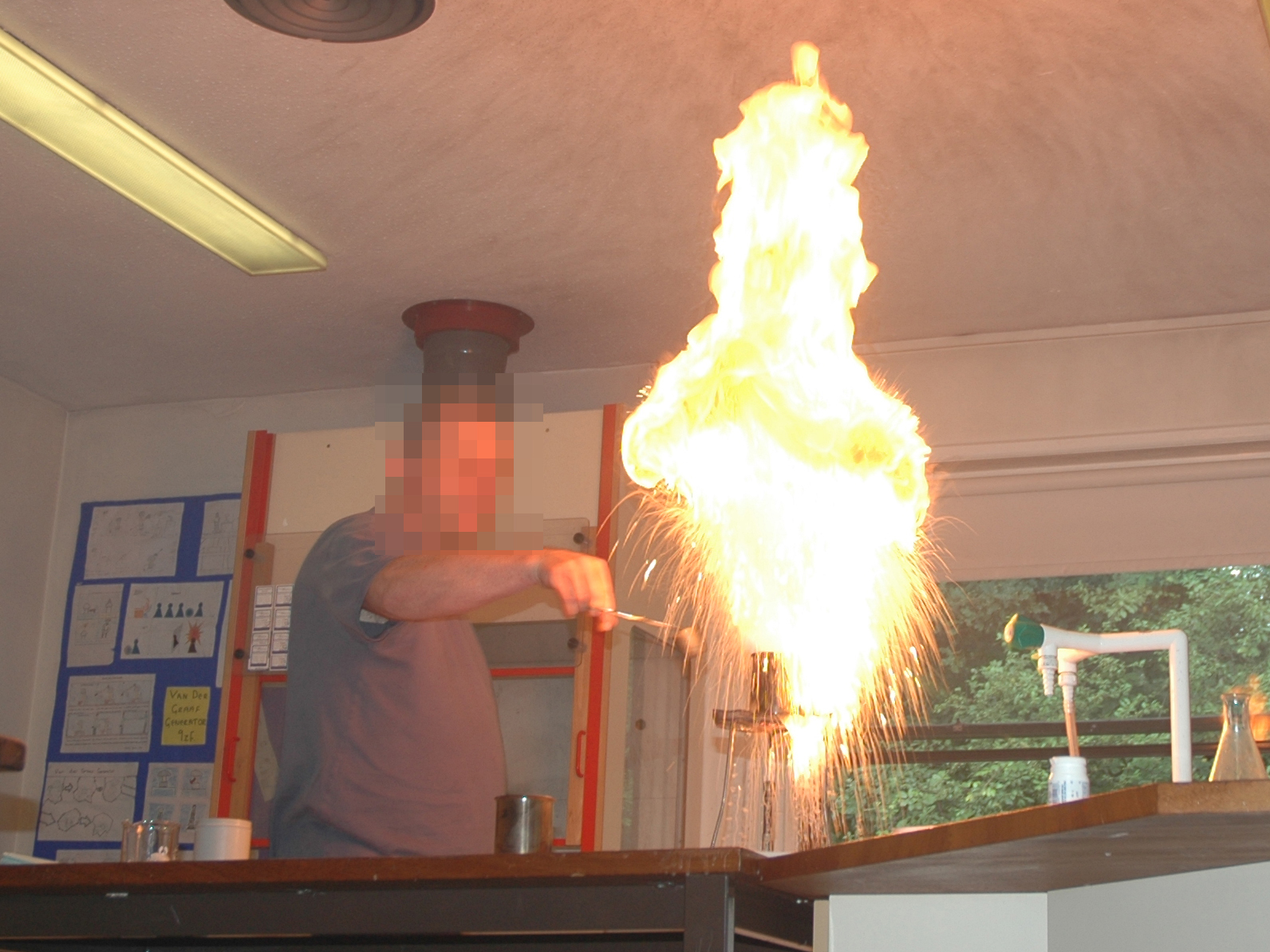
Versando anche solo una piccola quantità d'acqua nel fuoco, questa provoca l'espulsione di un pennacchio di fuoco dal contenitore.
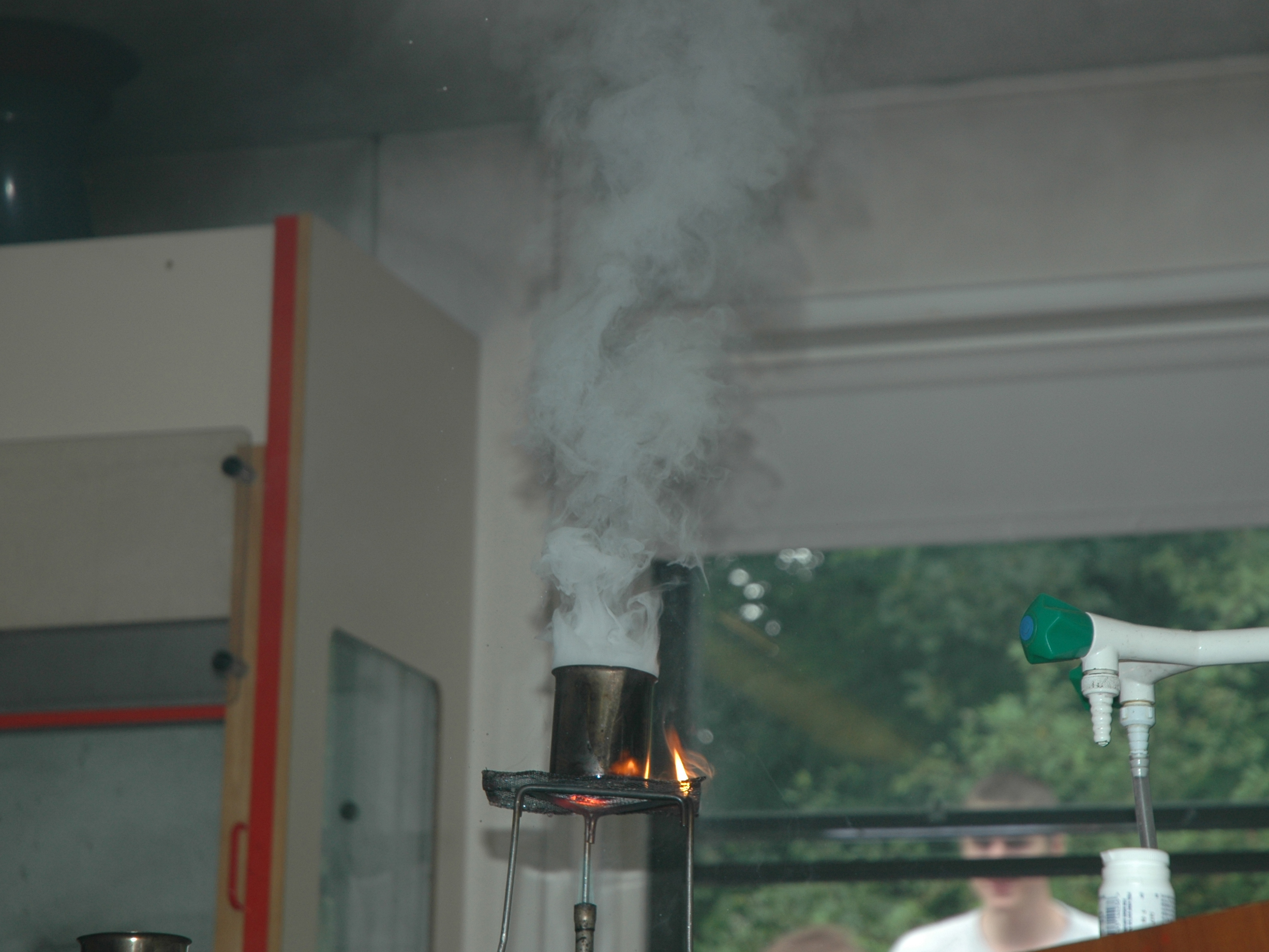
Quando tutto l'olio è bruciato, non c'è più combustibile per alimentare il fuoco.